# Franciszek Macieszkiewicz
Franciszek Macieszkiewicz (1807, Ciężkowice – 18. srpna 1858, Stryj) byl rakouský politik polské národnosti z Haliče, během revolučního roku 1848 poslanec Říšského sněmu.

## Biografie
Roku 1849 se uvádí jako Franz Macieszkiewicz, komorní justiciár v Drohobyči.
Během revolučního roku 1848 se zapojil do veřejného dění. Ve volbách roku 1848 byl zvolen i na ústavodárný Říšský sněm. Zastupoval volební obvod Drohobyč. Tehdy se uváděl coby komorní justiciár. Náležel ke sněmovní levici.